# یواس‌اس گوادالوپه (ای‌او-۳۲)
یواس‌اس گوادالوپه (ای‌او-۳۲) (به انگلیسی: USS Guadalupe (AO-32)) یک کشتی بود که طول آن ۵۵۳ فوت (۱۶۹ متر) بود. این کشتی در سال ۱۹۴۰ ساخته شد.